# 魏滅中山之戰
魏滅中山之戰發生於戰國時代初期（前408年至前406年）期間，魏國攻滅中山國的一場戰爭。

## 背景
中山國的前身是狄族鮮虞部落，春秋時代鮮虞是部落聯盟，由鮮虞、肥、鼓、仇由幾個部落組成。前530年，晉國大夫荀吳借道鮮虞進入鼓都昔陽（今河北省晉州西），但並未滅掉鼓國。同年八月，晉國消滅肥國（在今河北省藁城一帶），俘虜肥國國君綿皋，肥國舊地歸屬晉國。第二年冬天，晉昭公得知鮮虞邊境空虛，即以荀吳統率大軍進，破鮮虞中人城（今河北唐縣西北峭嶺）。前527年秋天，荀吳率軍攻打鼓國，俘虜鼓國國君鳶鞮，使鼓國成為晉的屬國。六年後，鼓國被晉國徹底毀滅。前507年秋天，鮮虞出兵晉國平中，大敗晉軍，俘虜晉國勇士觀虎，報了晉國滅肥國、鼓國及佔領中人城的仇。前506年，鮮虞人在中人（今河北省唐縣西北粟山）建國。因中人城中有山，故曰「中山」，即戰國時代初期的中山國，中山之名始見於史書。前491年，晉國大夫荀寅因晉國內亂逃奔中山。晉國為了報此仇，兩年後，派大夫趙鞅「帥師伐鮮虞」，大破中山。前414年，中山武公率領他的部落離開山區，向東部平原遷徙，在顧（今河北定州）建立了新都。
戰國時代初期，晉國三家中以魏國為最強。前408年，魏國攻取秦國河西郡後，中山國便成為魏文侯下一個目標。

## 戰役進程
魏文侯想要滅亡中山，但因中山國與魏國並不接壤，魏文侯便希望趙國借路給魏國攻打中山國。趙烈侯趙籍想拒絕文侯的要求，大臣趙利得知，便勸說：「魏國攻打中山國，如果不能獲勝，必定消耗重大使國力衰弱。假如消滅了中山，因為我國位居中間，也無法長久保留中山的土地啊。」聽了這番話後，趙烈侯終於答應借路給魏軍。前409年，魏文侯派遣吳起率領魏軍攻打中山。
此時翟璜的門客中有名叫樂羊，主動請纓攻打中山。翟璜瞭解他知道是個將才，雖然他的兒子死於樂羊在中山國為將的兒子樂舒的手中，但是權衡再三下，也向文侯舉薦他說：「大王想謀取中山的話，臣推薦樂羊。」魏國文武群臣聽說此事後強烈反對，認為讓樂羊帶兵一定會投降，翟璜以自己的身家性命擔保樂羊不會背叛。於是於前408年，魏文侯便拜樂羊為主將領兵進攻中山。
樂羊攻取中山國，包圍中山國都－顧有三年之久，中山桓公把樂舒殺死，煮成肉醬送給樂羊。樂羊坐在帳幕下面，把整杯肉醬都吃完了。魏文侯對睹師贊說：「樂羊因為我的緣故，吃了他兒子的肉。」睹師贊說：「連自己兒子的肉都能吃了，還有誰的肉不吃呢？」在文侯十九年(前406年)滅亡了中山國。魏文侯派太子擊為中山君，治理中山國境。
樂羊回國之後，對這次的功績免不了也有些驕橫的情緒。文侯知道了，就把樂羊叫到宮裏來，把那些毀謗他的信件交給他看，樂羊趕緊跪拜磕頭說：「這並不是臣的功勞，而是主君的功勞啊！」魏文侯獎賞他的功勞，把靈壽作為封邑給樂羊，可是從此卻不再重用他。
(據史記載：樂羊為燕名將樂毅之先祖。)